# Morten Wedendahl
Morten Wedendahl (født 29. januar 1961 i Virum) er en dansk komponist og kapelmester.
Han har været kapelmester på flere revyer og musicals, bl.a. Klokkeren fra Notre Dame, Blood Brothers, Nykøbing Falster Revyen og Odense Sommerrevy.
Morten Wedendahl har endvidere skrevet musikken til musicalversionen af Baronessen fra Benzintanken, der fik premiere 28. juni 2007 med bl.a. Sofie Lassen-Kahlke og Julie Lund i hovedrollerne.

## Reference
1. ↑  "kapelmesterforening.dk" (PDF). Arkiveret fra originalen (PDF) 19. juli 2011. Hentet 2. september 2009.